# Estadio Laurent Pokou
El Estadio Laurent Pokou es un estadio de fútbol ubicado en la ciudad de San-Pédro, Costa de Marfil. El estadio fue inaugurado el 9 de septiembre de 2023 y posee una capacidad de 20.000 asientos.
En 2017 la ciudad fue elegida como una de las seis sedes para organizar la Copa Africana de Naciones 2023.
La empresa china China Civil Engineering Construction Corporation, Omni Travaux fue la encargada de la construcción del estadio, que comenzó en septiembre de 2018 y finalizó en septiembre de 2023.
El estadio, rinde homenaje al destacado delantero marfileño Laurent Pokou (1947-2016).
El estadio fue inaugurado el 9 de septiembre de 2023, con un partido entre la selección de fútbol de Costa de Marfil y selección de Lesoto validó por la clasificatoria para la Copa Africana de Naciones 2023, el cuadro local consiguió una victoria por 1-0 con gol del centrocampista del Nottingham Forest, Ibrahim Sangaré.

## Resultados en eventos de importancia

### Copa Africana de Naciones 2023
El estadio albergó ocho partidos de la Copa Africana de Naciones 2023.
| Fecha               | Equipo 1  | Resultado    | Equipo 2  | Ronda                 | Asistencia |
| ------------------- | --------- | ------------ | --------- | --------------------- | ---------- |
| 17 de enero de 2024 | Marruecos | 3–0          | Tanzania  | Primera fase, Grupo F | 15,478     |
| 17 de enero de 2024 | RD Congo  | 1–1          | Zambia    | Primera fase, Grupo F | 15,478     |
| 21 de enero de 2024 | Marruecos | 1–1          | RD Congo  | Primera fase, Grupo F | 13,342     |
| 21 de enero de 2024 | Zambia    | 1–1          | Tanzania  | Primera fase, Grupo F | 13,342     |
| 24 de enero de 2024 | Namibia   | 0–0          | Malí      | Primera fase, Grupo E | 15,231     |
| 24 de enero de 2024 | Zambia    | 0–1          | Marruecos | Primera fase, Grupo F | 15,231     |
| 28 de enero de 2024 | Egipto    | 1–1 (7–8 p.) | RD Congo  | Octavos de final      | 12,342     |
| 30 de enero de 2024 | Marruecos | 0–2          | Sudáfrica | Octavos de final      | 19,078     |